# Tamiya

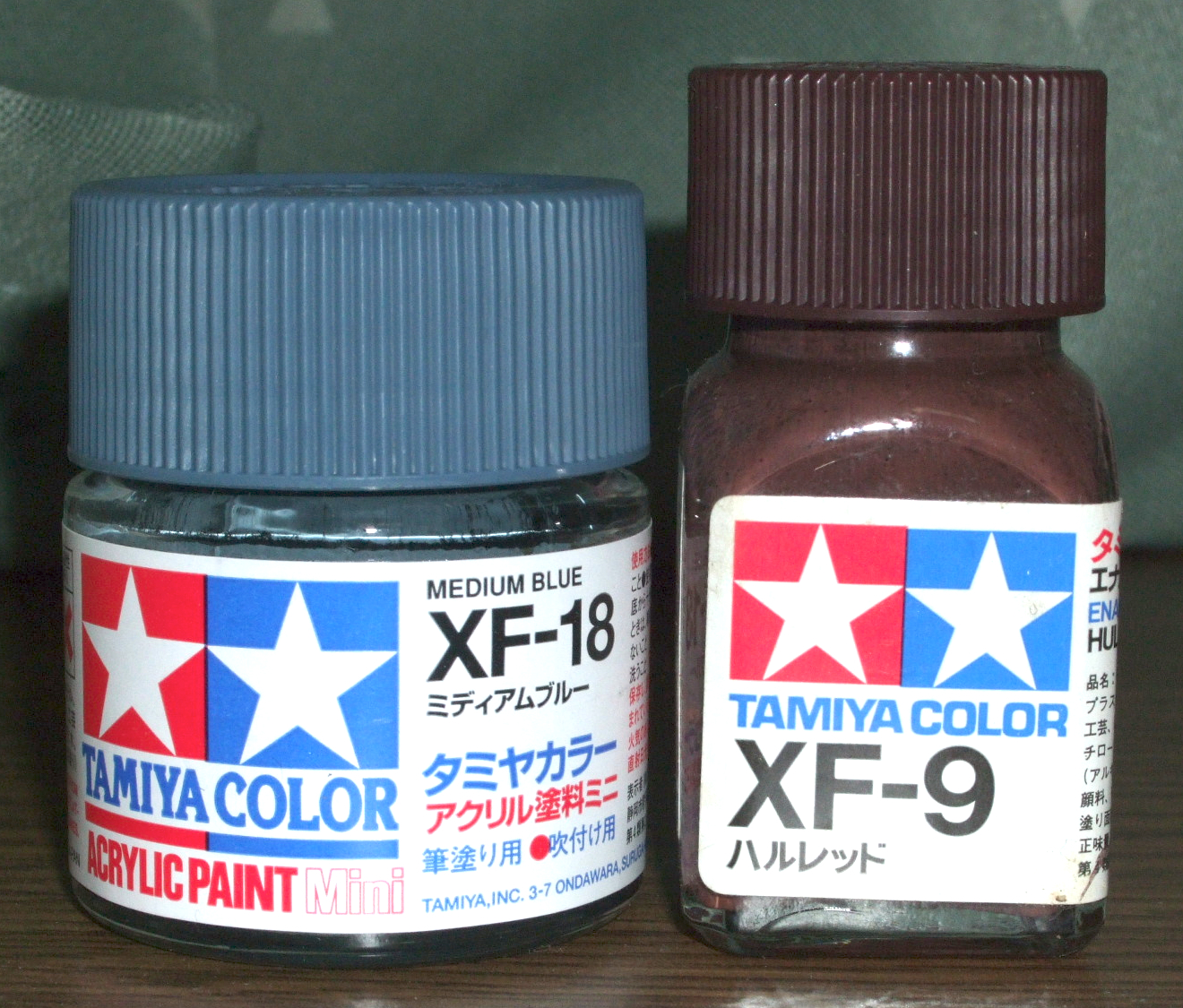
Pot de peinture pour maquette de chez Tamiya.

Tamiya Incorporated (株式会社タミヤ, Kabushiki gaisha Tamiya) est un fabricant japonais de maquettes en plastique, véhicules radiocommandés, jeux éducatifs de constructions à pile ou à énergie solaire, maquettes de bateaux à voiles, peinture acrylique et peinture-émail pour maquettes, et autres accessoires pour maquettistes. La société a été créée par Yoshio Tamiya en 1946 à Shizuoka, au Japon.

## Qualité
Les pièces des maquettes sont produites selon des plans conçus pour être "faciles à comprendre, même pour les débutants", selon la marque. Les maquettes sont réputées être de bonne qualité, les pièces précises et détaillées. Le slogan de la marque reprend cette idée, "First in Quality Around the World" (premier sur la qualité dans le monde entier). Tamiya Inc. a reçu de nombreuses distinctions dans le microcosme du modélisme, notamment le Modell des Jahres (maquette de l'année) de la revue spécialisée allemande Modell Fan.

## Productions

Galerie de modèles Tamiya.
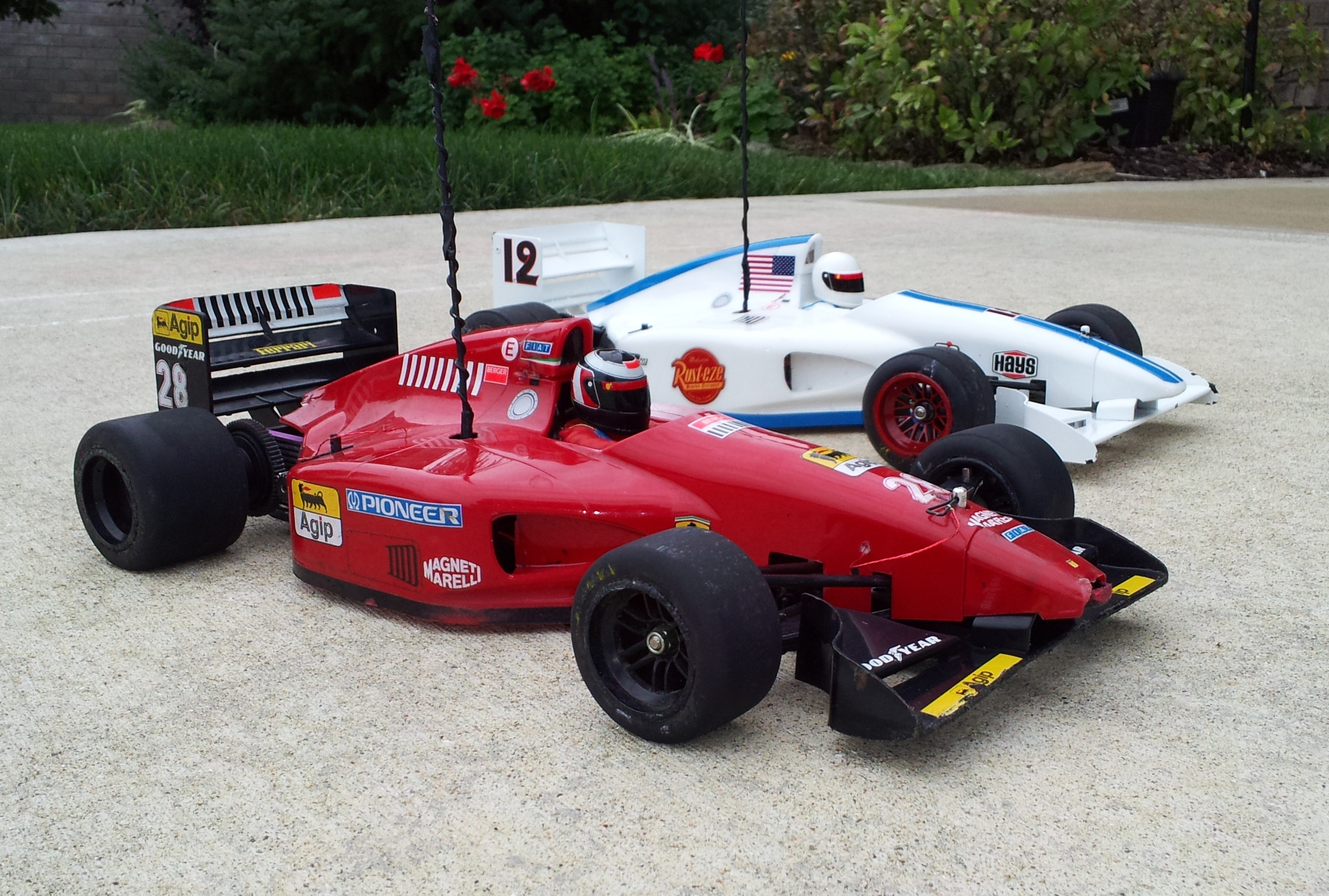
Ferrari 412T1 au 1/10 (radiocommandé).
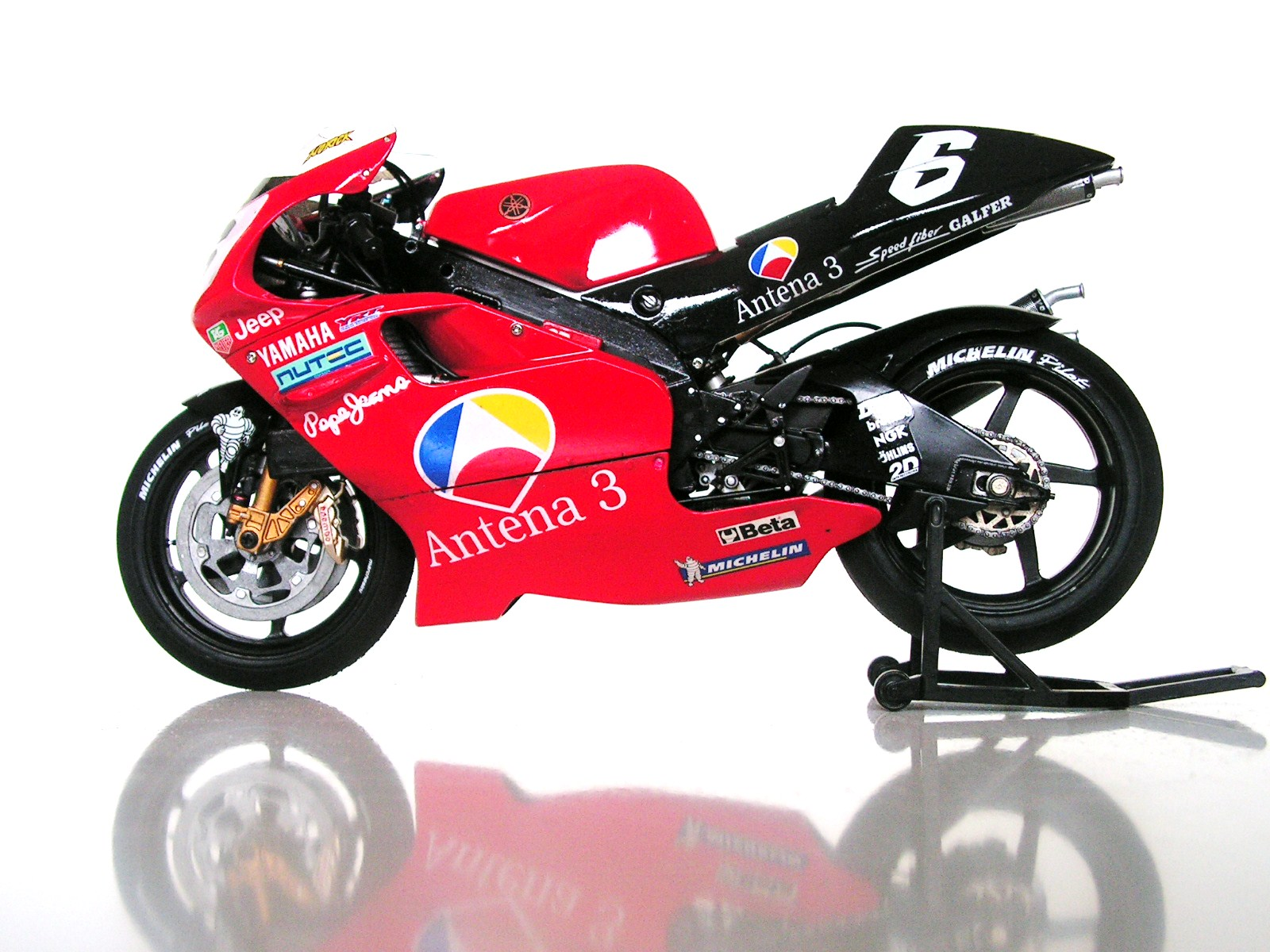
Moto Yamaha YZR500 au 1/12.
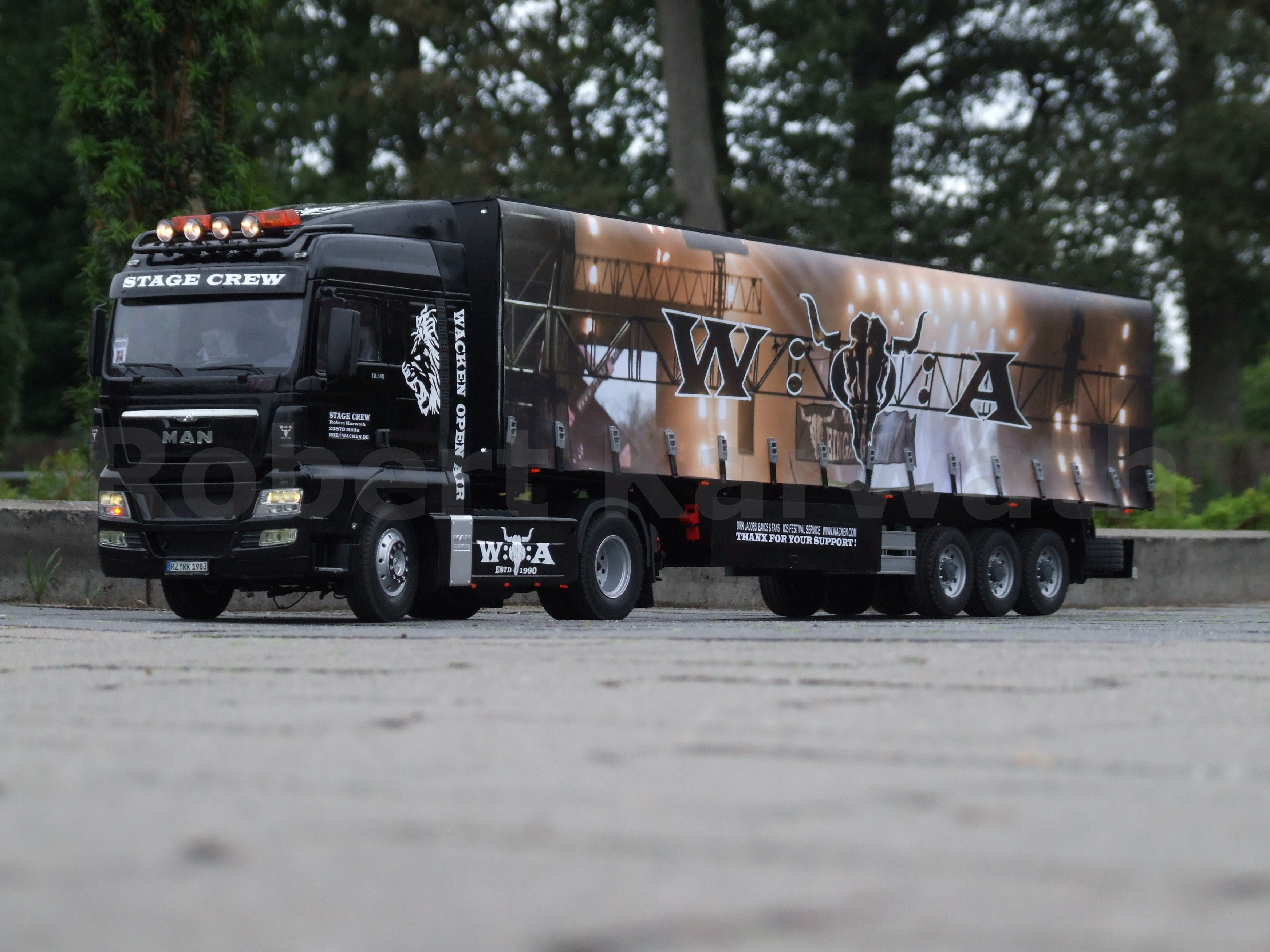
Camion MAN au 1/14 (radiocommandés).
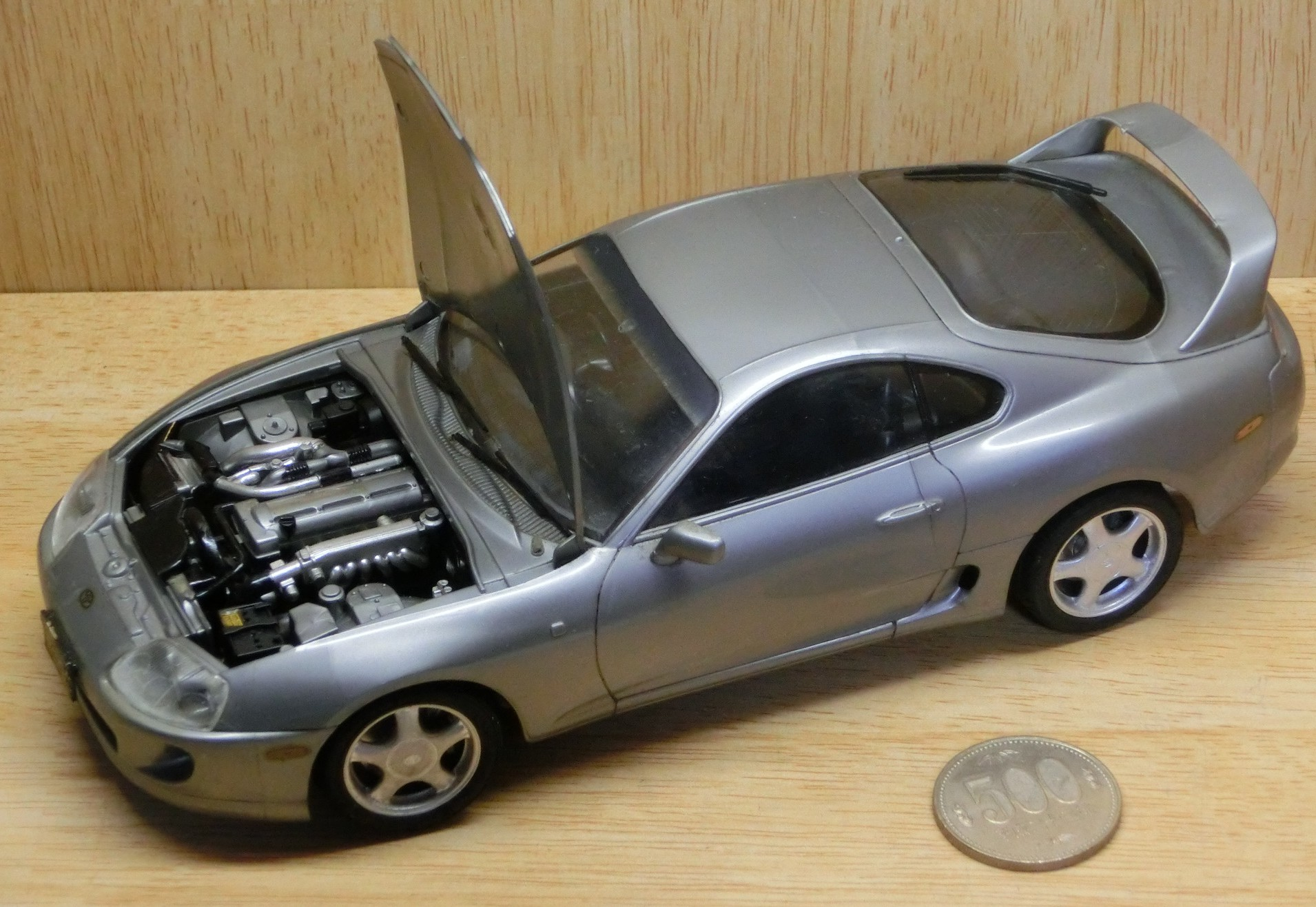
Maquette d'une Toyota Supra au 1/24.
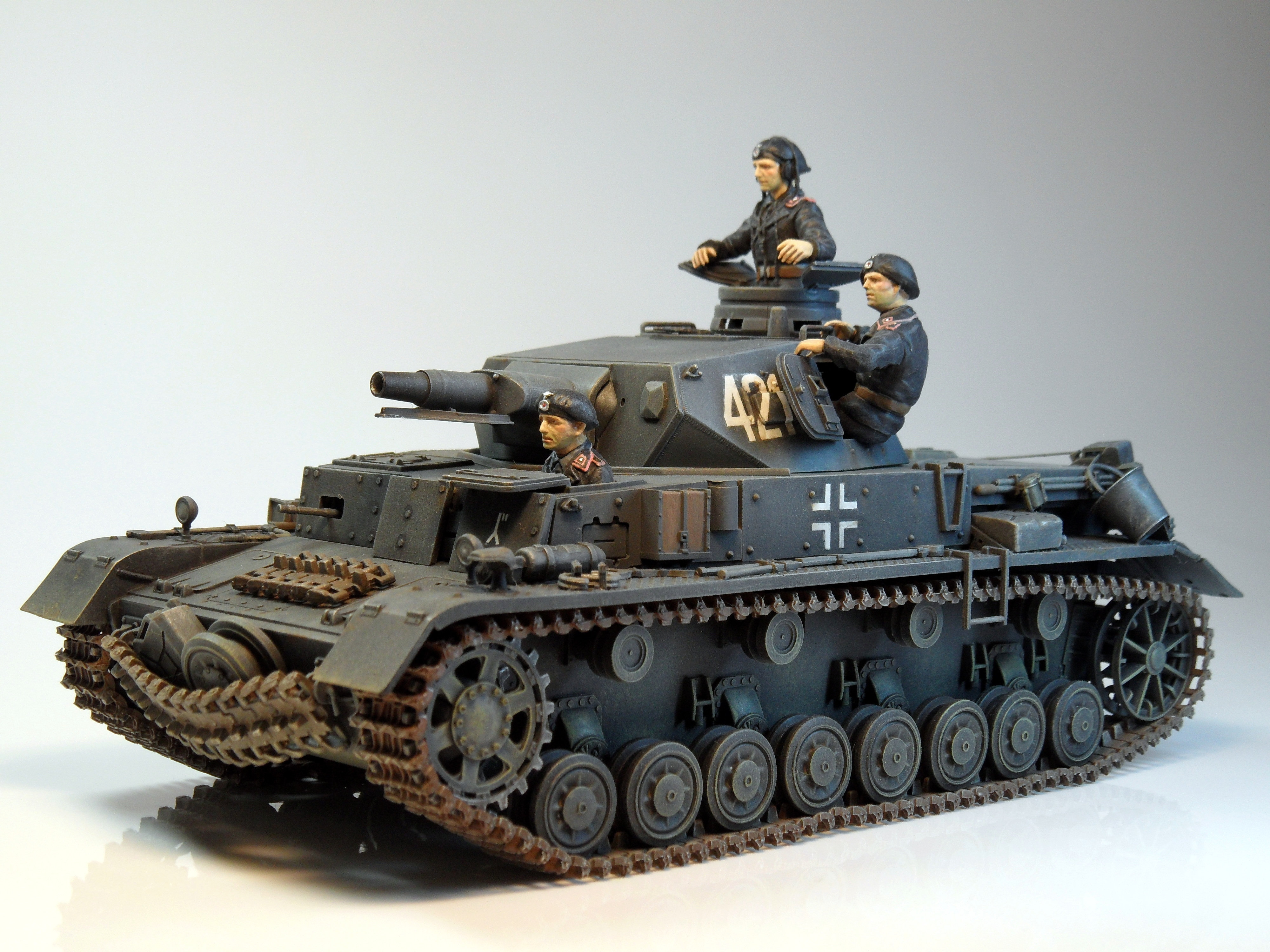
Char allemand IV Ausf. D au 1/35.
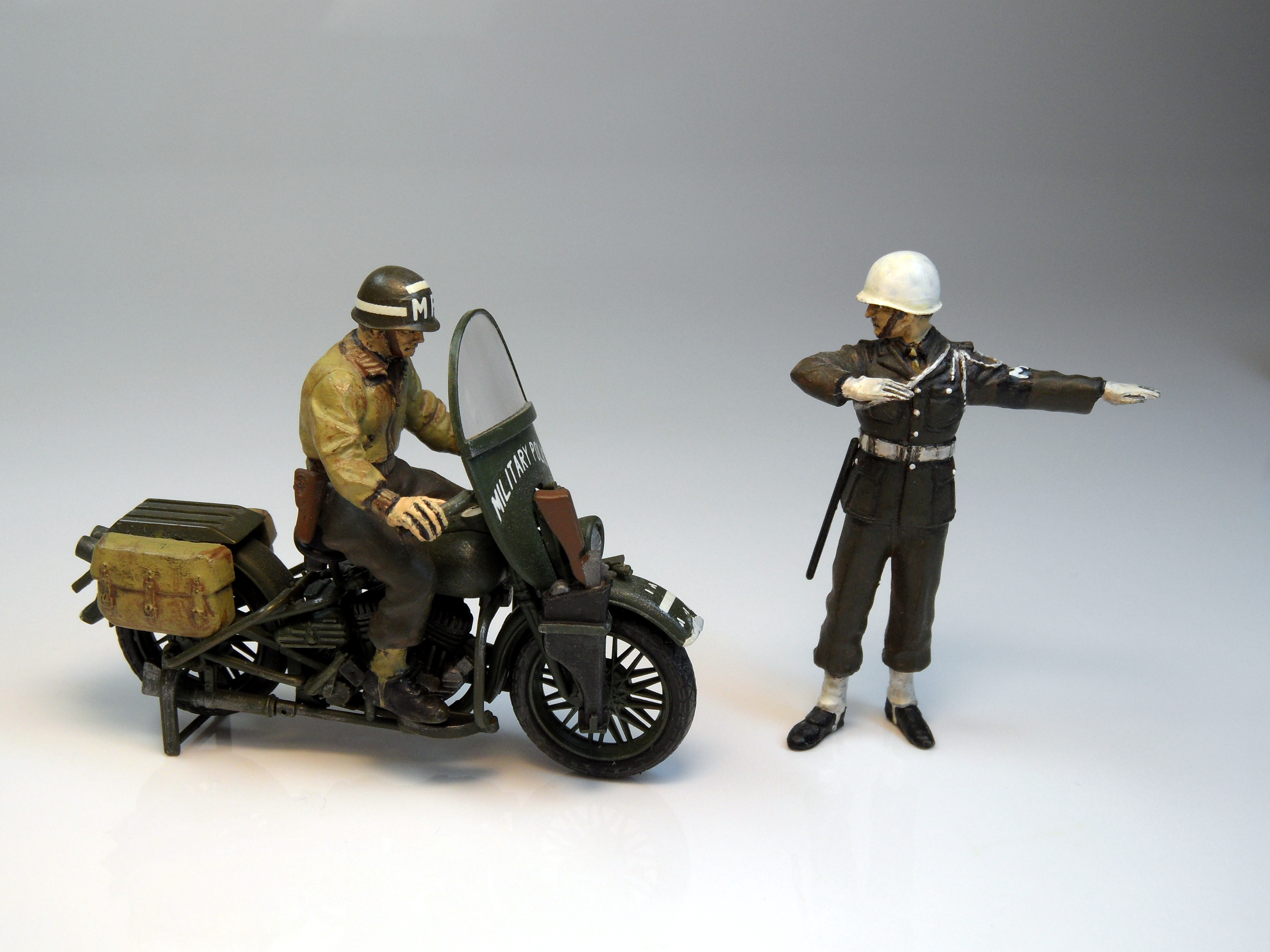
Police militaire US au 1/35.
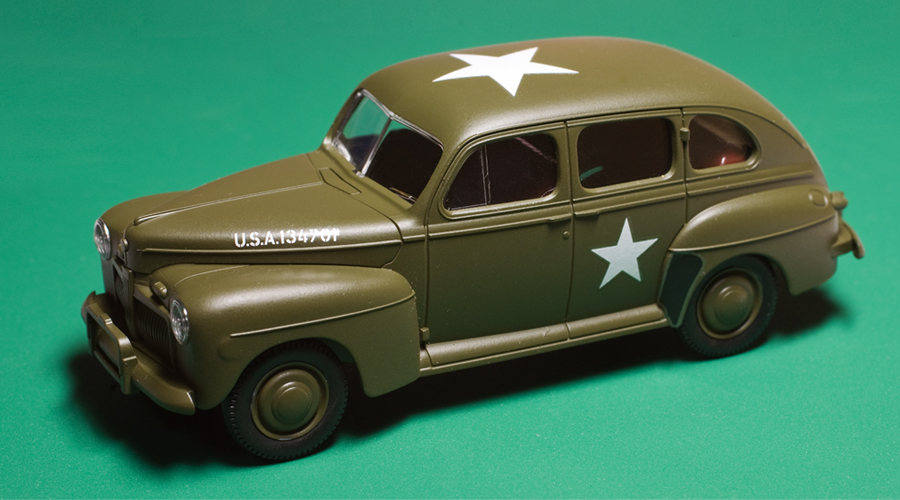
Voiture de l'armée US au 1/48.
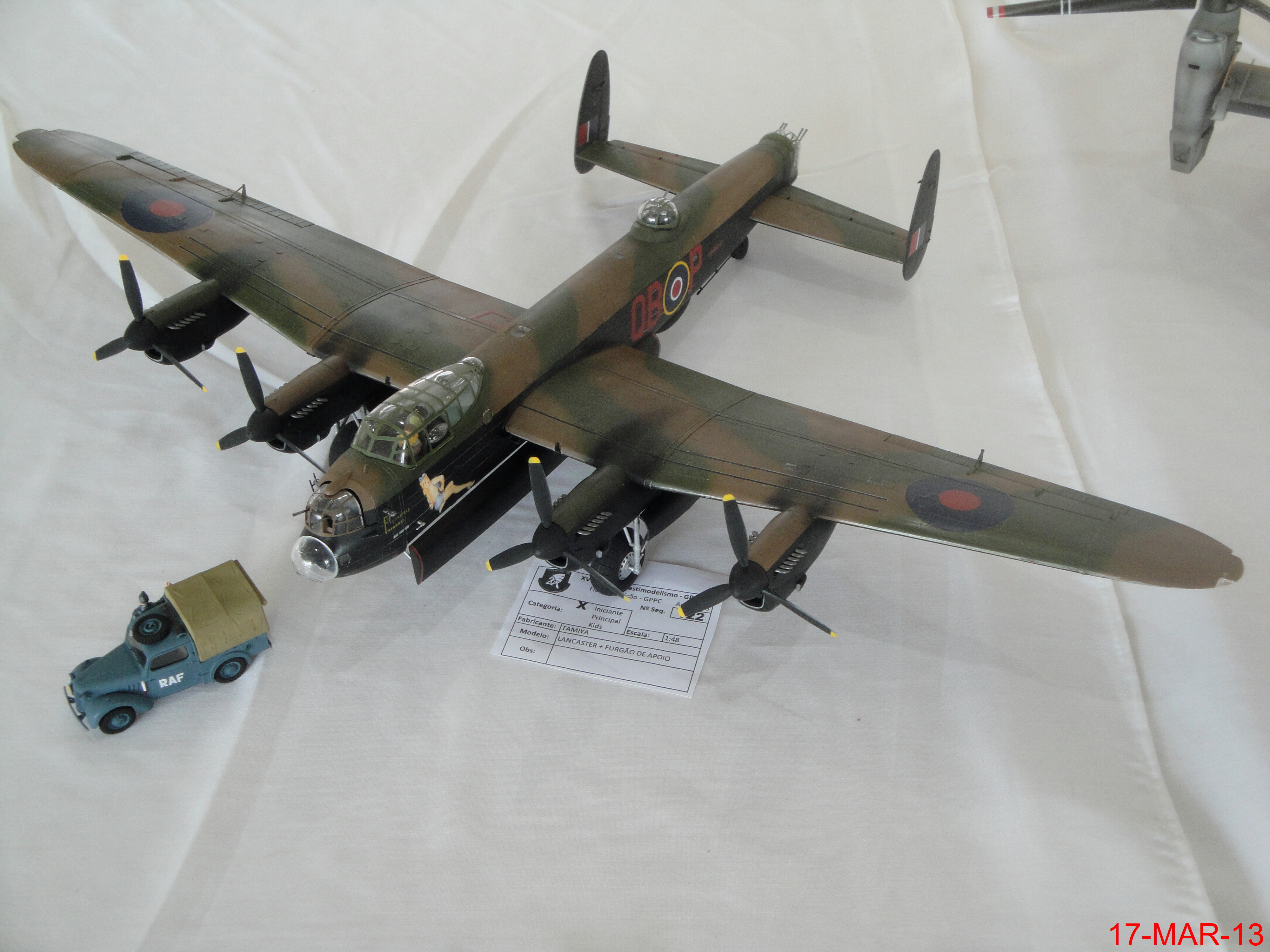
Bombardier Avro Lancaster au 1/48.
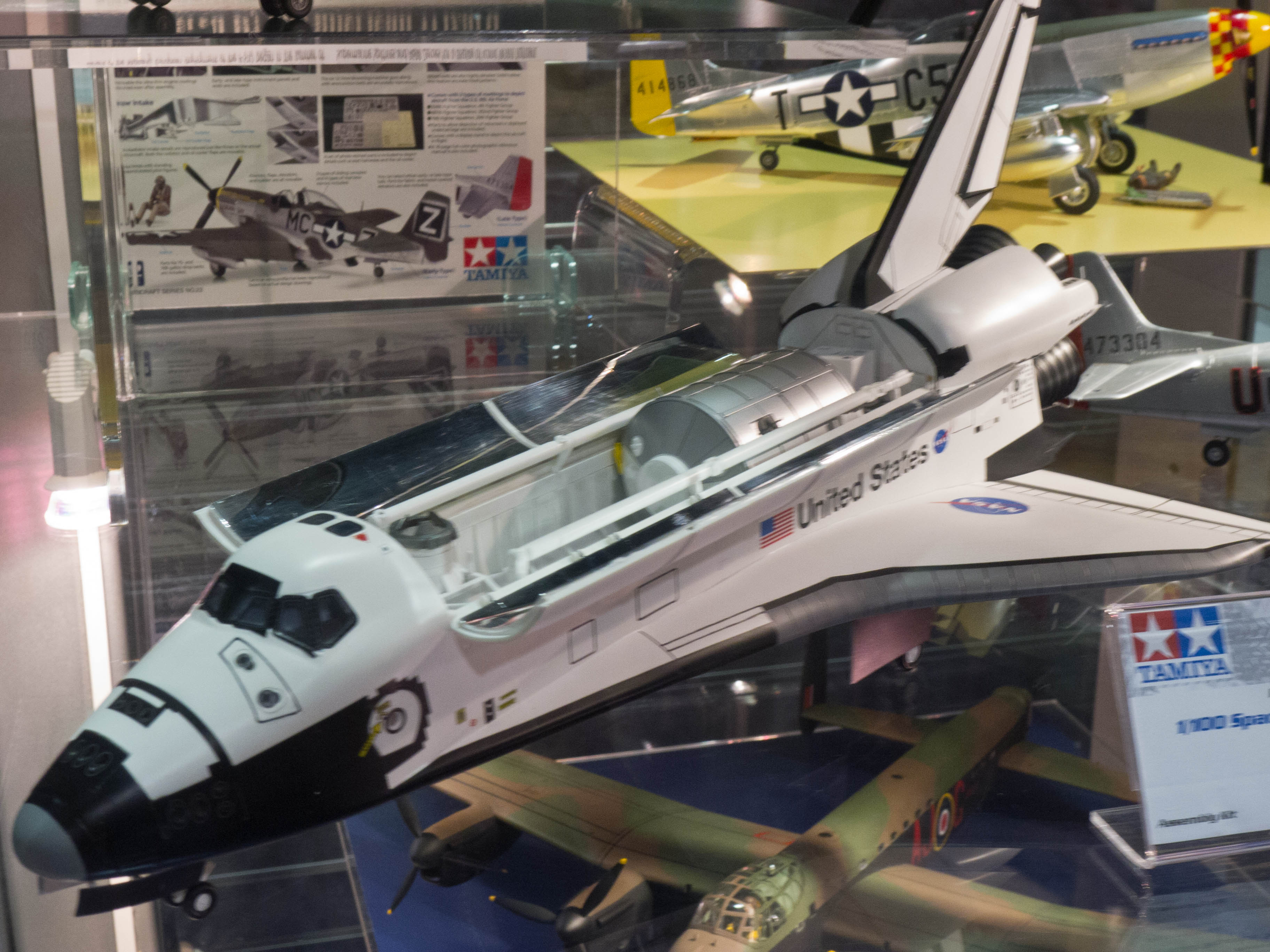
Space Shuttle au 1/100.
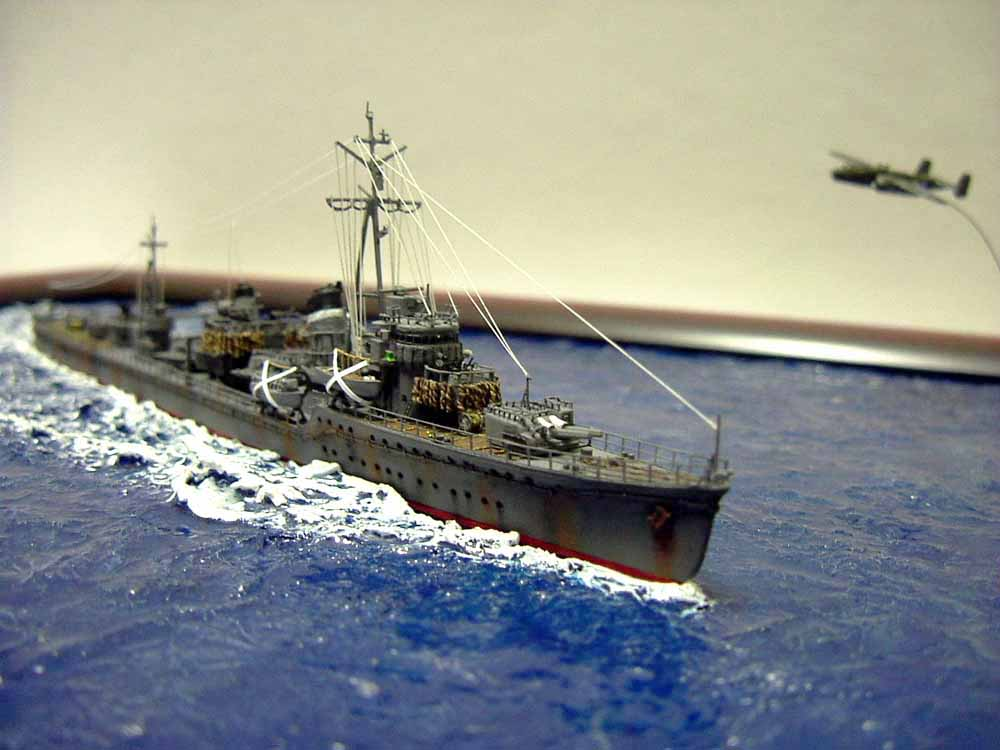
Diorama d'un destroyer Harusame au 1/700.